# Goli Rid
Goli Rid (cyr. Голи Рид) – wieś w Serbii, w okręgu jablanickim, w gminie Lebane. W 2011 roku liczyła 42 mieszkańców.